# 圣诞树星球
《圣诞树星球》（義大利語：Il pianeta degli alberi di Natale）是意大利儿童文学作家贾尼·罗大里所著的长篇童话。

## 前言
在圣诞树星球上，每天都是圣诞节，树上挂满了各种各样的礼物；商店里的橱窗没有玻璃，人们可以随便拿自己喜欢的东西，不必去柜台付钱，商家还会对鞠躬对客人们说：“感谢光顾，欢迎明天再来，您的光顾就是我们的幸福。”

## 主题
圣诞树星球是一个架空的世界，是一个无政府主义的社会。这里没有战争、仇恨，人人平等，恍如天堂。表达了作者对理想社会的幻想与期待。

## 中文译本
- 贾尼·罗大里. . 国际安徒生获奖作家书系. 由夏方林翻译. 河北少年儿童出版社. 2001年5月. ISBN 9787537620116.